# Xerophyllum
Xerophyllum es un género de plantas con flores perteneciente a la familia  Melanthiaceae. Es género es nativo de Norteamérica. Comprende 8 especies descritas y de estas, solo 2 aceptadas.

## Taxonomía
El género fue descrito por André Michaux y publicado en Flora Boreali-Americana 1: 210–211. 1803. La especie tipo es: Xerophyllum setifolium Michx. 
Etimología
Xerophyllum: nombre genérico que deriva del grieg y significa "con hojas secas", en alusión a las duras hojas persistentes.

## Especies aceptadas
A continuación se brinda un listado de las especies del género Xerophyllum aceptadas hasta mayo de 2015, ordenadas alfabéticamente. Para cada una se indica el nombre binomial seguido del autor, abreviado según las convenciones y usos.	
- Xerophyllum asphodeloides L.
- Xerophyllum tenax

Las grandes hojas de X. tenax, son usadas por los pueblos indígenas para hacer cestos y  X. asphodeloides es una popular planta ornamental que produce racimos de blancas flores. 